# ساموئل بوتال
ساموئل بوتال (انگلیسی: Samuel Boutal؛ زادهٔ ۲۲ نوامبر ۱۹۶۹) بازیکن فوتبال اهل فرانسه است.
از باشگاه‌هایی که در آن بازی کرده‌است می‌توان به باشگاه فوتبال بیجینگ رن، باشگاه فوتبال کان، باشگاه فوتبال تروا، باشگاه فوتبال استاد رنس، باشگاه فوتبال کیلمارنوک، و باشگاه فوتبال ستاره سرخ اشاره کرد.